# Gilda Sportiello
Gilda Sportiello, née le 19 février 1987 à Naples (Italie), est une femme politique italienne, membre du Mouvement 5 étoiles (M5S).

## Biographie
Gilda Sportiello naît le 19 février 1987 à Naples.
Elle est élue députée Mouvement 5 étoiles (M5S) lors des élections générales de 2018.
En 2018, elle s’oppose au décret dit « Salvini », à l’opposé de la ligne du M5S, et est exclue de la commission des Affaires sociales par le M5S en novembre 2018 avec Doriana Sarli, au moment où la commission doit donner son avis sur le décret.
Elle est membre de la commission d'enquête parlementaire sur le meurtre de Giulio Regeni depuis août 2019.